# 지엔씨에너지
지엔씨에너지(GnCenergy Co., Ltd.)는 대한민국의 친환경·신재생에너지 기업이다. 본사는 서울특별시 강서구 마곡중앙2로 49에 위치해 있으며 대표이사는 안병철이다. 한국 유일의 바이오가스 발전설비 구축 기업이다 바이오가스 전·후처리 기술을 보유하고 있다
 고양삼송 IT플랫폼센터 발전기에 관한 단일판매ㆍ공급계약체결한 바 있다

## 상장
2013년 10월 2일 공모가 6,000원에 코스닥 시장에 상장하였다.

## 같이 보기
- 바이오가스

## 참고문헌
1. ↑  지엔씨에너지, 이상기후에 비상전원 역할로 주목, 선거, 2023.08.25
2. ↑  강준구, 하나증권 종목분석보고서-지엔씨에너지, 2018년 4월 19일
3. ↑  지엔씨에너지 급등…바이오에너지 유망 기업, 엘씨뉴스, 2023.05.16
4. ↑  지엔씨에너지, '바이오가스 의무화'...상장사 유일 전·후처리 기술 보유 '강세..., 이데일리, 2023-04-28
5. ↑  지엔씨에너지 수주공시 - 고양삼송 IT플랫폼센터 발전기 252.8억원 (매출액대비 17.0 %), 한국경제, 2023.10.27